# Arthur Franck
Arthur Franck (* 1980 in Helsinki, Finnland) ist ein finnischer Filmregisseur und Produzent.

## Leben und Wirken
Der Finnlandschwede Arthur Franck stammt aus der zweisprachigen Stadt Helsingfors (finnisch Helsinki). und ist ein Sohn des Dokumentarfilmers Michael Franck. Er studierte Film an der schwedischsprachigen Hochschule Arcada in Helsinki, die er 2009 mit einem Bachelor of Arts abschloss.
Danach gründete er die Filmproduktionsgesellschaft Polygraf gemeinsam mit Oskar Forstén. Franck und Forstén hatten sich während ihrer Lehrtätigkeit an einer finnlandschwedischen Einrichtung der Erwachsenenbildung in Helsinki (Cityfolkhögskolan, heute Teil von Axxel) kennengelernt.
So wie viele andere Finnlandschweden in der Filmbranche arbeitet Franck sowohl in Schwedisch als auch Finnisch. Er drehte, unter anderem, eine zehnteilige Reality-Serie für das finnische Fernsehen (2012), den mehrfach ausgezeichneten Dokumentarfilm Olliver Hawk über einen finnischen Hypnothiseur (2019) und die vielbeachtete Dokumentation Der Helsinki Effekt über den Abschluss der so genannten Schlussakte von Helsinki 1975 (2025).

## Filmografie (Auswahl)
- 2012 Soramonttuprinsessat , zehnteilige TV-Reality-Serie (finnisch)
- 2017 Non Local Domain, Dokumentarfilm (schwedisch)
- 2019 Olliver Hawk, Dokumentarfilm (finnisch), mehrere Preise
- 2021 Pesänlikaajat – erään kirjakohun anatomia, Dokumentarfilm (finnisch)
- 2021 Sanningen enligt Hassan Zubier, Dokumentarfilm-Serie (schwedisch)
- 2025 Der Helsinki Effekt